# 마우리시오 사비욘
마우리시오 사비욘 (Mauricio Alberto Sabillón Peña, 1978년 11월 11일) 온두라스의 전 축구 선수로, 포지션은 라이트백이다.

## 축구인 생활

### 선수 생활
2010년 FIFA 월드컵에 온두라스 국가대표팀으로 참가하였다.